# Abdeldjalil Zennadi
Abdeldjalil Zennadi, né le 18 juin 1998, est un joueur algérien de handball.

## Carrière
Avec l'équipe nationale algérienne, il participe notamment au Championnat d'Afrique 2020,.
En club, il évolue actuellement au club hongrois de QHB-Eger,.

## Palmarès

### En club

#### Avec l'Équipe d'Algérie
Championnats du monde
- 30e au Championnat du monde 2025 ( Croatie/ Danemark/ Norvège)

Championnats d'Afrique
- Médaille de bronze au Championnat d'Afrique  2020 ( Tunisie)
- Médaille d'argent au Championnat d'Afrique  2024 ( Égypte)